# JW Anderson
Jonathan William Anderson (Magherafelt, Irlanda del Norte, 1984) más conocido como J.W. Anderson, es un diseñador de moda británico . Ha colaborado con prestigiosas firmas como Prada y Swarovski y ha diseñado distintas líneas para marcas como Top Shop y Versus. Ganador, en 2012, del Premio al Talento Emergente en los British Fashion Awards. Por 11 años hasta el 2025 fue director creativo de la firma madrileña Loewe y ha creado una colección para la firma Uniqlo. Actualmente es el nuevo director creativo de la firma Dior para las colecciones de mujer, hombre y alta costura.

## Biografía
Nace en 1984 en Magherafelt, Irlanda del Norte. Quiso ser actor y se matricula en el Studio Theatre de Washington.
En 2005 se gradúa como diseñador en el  London College of Fashion, creando una colección entera para hombre. A continuación comienza a trabajar para Prada.
En 2008 crea su propia firma usando sus iniciales (J.W. Anderson) centrada en la moda masculina.
En 2009 presenta su desfile patrocinado por la marca inglesa Topman. Gracias a este desfile la cadena inglesa lo selecciona, junto a Phillip Lim y Richard Chai, para una colaboración.
En 2011 debuta con su primera colección femenina y participa en un proyecto de colaboración con Swarovski.
En 2012 presenta su primera colección pre-fall para mujer y crea una línea para Topshop bajo el nombre J. W. Anderson x Topshop. Se alza con el premio al Talento Emergente en los British Fashion Awards. Diseña una colección cápsula para Versus. 
En 2013 tras la salida de Stuart Vevers se convierte en el nuevo director creativo de Loewe, labor que desempeña junto a la de diseñar su propia marca de la que LVMH se convierte en accionista mayoritario.
En 2016 inaugura su tienda-taller en Londres.
En 2017 crea una colección para la firma Uniqlo.

## Moda
Firme defensor de la transversalidad en esto de la moda, sus colecciones con toques femeninos para ellos y masculinos o directamente desemantizados para ellas son de lo más sugerente visto en los últimos años.